# Ommatissus chinsanensis
Ommatissus chinsanensis är en insektsart som beskrevs av Frederick Arthur Godfrey Muir 1913. Ommatissus chinsanensis ingår i släktet Ommatissus och familjen Tropiduchidae. Inga underarter finns listade i Catalogue of Life.